# Classe Dido
Pour les articles homonymes, voir Dido (homonymie).
La classe Dido est une classe de croiseurs légers construits pour la Royal Navy. Le design a été influencé par la classe Arethusa (croiseurs légers). Un premier groupe de trois unités est commandé en 1940, un second groupe de 6 navires puis un autre de 2 unités le sont en 1941 et 1942. La sous-classe Bellona est commandée entre 1943 et 1944. De nombreux navires de cette classe empruntent leurs noms à des personnages de la mythologie grecque.
Ils sont conçus comme bateaux d'escorte pour protéger des unités plus lourdes d'attaques par des bateaux plus légers ou des avions. L'enthousiasme ressenti pour eux par l'Amirauté est confirmé par les bons résultats au combat. Le seul vrai problème rencontré est la pénurie de canons pendant la construction.

## Armement
Ces navires doivent être initialement armés avec 10 canons de 5,25 pouces (133 mm) disposés sur 5 tourelles doubles. Il s'agit de l'armement secondaire des cuirassés de la classe King George V. Une pénurie de canons, due à des difficultés de fabrication, fait que les premières unités sont armées de seulement huit canons de 5,25 pouces sur quatre tourelles doubles. La cinquième tourelle n'est ajoutée que sur le HMS Dido, mais plus tard. Ils sont aussi armés avec un canon de 4 pouces (102 mm) et deux quadruples QF 2 pounder (40 mm).
Les canons de 5,25 pouces sont désignés DP (Dual Purpose, soit double usage, antinavires et antiaériens). La menace aérienne, initialement sous-estimée par les marines de surface se fait de plus en plus précise au cours de l'avant-guerre et conduit à installer toujours plus d'artillerie de DCA sur les navires d'escorte comme sur les unités marchandes.
Les canons principaux des croiseurs de la classe Dido peuvent être pointés presque à la verticale (usage de DCA lourde, efficace avec des obus équipés de détonateurs de proximité) ou à élévation moyenne et basse (usage antinavires avec des obus perforants anti-blindage). La forme très particulière des tourelles avec des "encoches" prononcées au niveau de la culasse des canons est caractéristique de ces canons à double usage. 
Le second groupe a les cinq tourelles doubles de 5,25 pouces mais pas le canon de 4 pouces. Le troisième groupe n'est pas armé du canon de 5,25 pouces en raison de la pénurie. Il l'est avec 8 canons de 4,5 pouces sur quatre tourelles doubles.

## Service
Au cours de la Seconde Guerre mondiale, les navires de la classe Dido prennent part à de nombreux combats notamment la bataille du cap Matapan, la seconde bataille de Syrte, l'opération Torch, la bataille de Normandie ou la bataille d'Okinawa. Cinq navires sont perdus au cours du conflit : HMS Bonaventure, HMS Charybdis, HMS Hermione, HMS Naiad, et HMS Spartan. Les navires restants sont en service jusque dans les années 1960. Le HMS Bellona, le HMS Black Prince et le HMS Royalist sont prêtés à la Royal New Zealand Navy après la guerre. En 1956, le HMS Diadem est vendu au Pakistan et renommé Babur.

## Navires
| Navire           | Pennant number | Origine du nom       | Chantier de construction                                       | Début de construction | Lancement         | En service        | Fin                                             | Photo |
| ---------------- | -------------- | -------------------- | -------------------------------------------------------------- | --------------------- | ----------------- | ----------------- | ----------------------------------------------- | ----- |
| HMS Bonaventure  | 31             |                      | Scotts Shipbuilding and Engineering Company                    | 30 août 1937          | 19 avril 1939     | 24 mai 1940       | Coulé le 31 mars 1941 par un sous-marin italien |       |
| HMS Naiad        | 93             |                      | Hawthorn Leslie and Company                                    | 26 août 1937          | 3 février 1939    | 24 juillet 1940   | Coulé le 11 mars 1942 par le U-565              |       |
| HMS Phoebe       | 43             |                      | Fairfield Shipbuilding and Engineering Company                 | 2 septembre 1937      | 25 mars 1939      | 27 septembre 1940 | Détruit en 1956                                 |       |
| HMS Dido         | 37             |                      | Cammell Laird                                                  | 26 octobre 1937       | 18 juillet 1939   | 30 septembre 1940 | Détruit en 1957                                 |       |
| HMS Euryalus     | 42             |                      | Chatham Dockyard                                               | 21 octobre 1937       | 6 juin 1939       | 30 juin 1941      | Détruit en 1959                                 |       |
| HMS Hermione     | 74             |                      | Alexander Stephen and Sons                                     | 6 octobre 1937        | 18 mai 1939       | 25 mars 1941      | Coule le 16 juin 1942                           |       |
| HMS Sirius       | 82             |                      | HMNB Portsmouth et Scotts Shipbuilding and Engineering Company | 6 avril 1938          | 18 septembre 1940 | 6 mai 1942        | Rayé des listes en 1949                         |       |
| HMS Cleopatra    | 33             |                      | Hawthorn Leslie and Company                                    | 5 janvier 1939        | 27 mars 1940      | 5 décembre 1941   | Détruit en 1958                                 |       |
| HMS Argonaut     | 61             |                      | Cammell Laird                                                  | 21 novembre 1939      | 6 septembre 1941  | 8 août 1942       | Détruit en 1955                                 |       |
| HMS Scylla       | 98             |                      | Scotts Shipbuilding and Engineering Company                    | 19 avril 1939         | 24 juillet 1940   | 12 juin 1942      | Détruit en 1950                                 |       |
| HMS Charybdis    | 88             |                      | Cammell Laird                                                  | 9 novembre 1939       | 17 septembre 1940 | 3 décembre 1941   | Coulé le 23 octobre 1943                        |       |
| HMS Royalist     | 89             |                      | Scotts Shipbuilding and Engineering Company                    | 21 mars 1940          | 30 mai 1942       | 10 septembre 1943 | Détruit en novembre 1967                        |       |
| HMS Bellona      | 63             |                      | Fairfield Shipbuilding and Engineering Company                 | 30 novembre 1939      | 29 septembre 1942 | 29 octobre 1943   | Détruit en 1958                                 |       |
| HMS Black Prince | 81             | Édouard de Woodstock | Harland and Wolff                                              | 1 December 1939       | 27 August 1942    | 30 November 1943  | Détruit en 1962                                 |       |
| HMS Diadem       | 84             |                      | R and W Hawthorn                                               | 15 décembre 1939      | 21 août 1942      | 6 janvier 1944    | Vendu au Pakistan en février 1956               |       |
| HMS Spartan      | 95             |                      | Vickers-Armstrongs                                             | 21 décembre 1939      | 27 août 1942      | 10 août 1943      | Coulé le 29 janvier 1944                        |       |

### Sources
- (en) Cet article est partiellement ou en totalité issu de l’article de Wikipédia en anglais intitulé « Dido-class cruiser » (voir la liste des auteurs).